# 恒定码率
恒定码率（英語：Constant bitrate，簡稱）这是一个用来形容通信服务质量（QoS，Quality of Service）的术语。和该词相对应的词是可变码率或可变比特率（英文variable bit rate，缩写VBR）。
当形容编解码器的时候，CBR编码指的是编码器的输出码率（或者解码器的输入码率）应该是固定值（常数）。当在一个带宽受限的信道中进行多媒体通讯的时候CBR是非常有用的，因为这时候受限的是最高码率，CBR可以更容易的使用这样的信道。但是CBR不适合进行存储，因为CBR将导致没有足够的码率对复杂的内容部分进行编码（从而导致质量下降），同时在简单的内容部分会浪费一些码率。
大部分编码方案的输出都是可变长的码字，例如霍夫曼编码或者游程编码（run-length coding），这使得编码器很难做到完美的CBR。编码器可以通过调整量化（进而调整编码质量）来部分的解决这个问题，如果同时使用填充码来完美的达到CBR。（有时候，CBR也指一种非常简单的编码方案，比如将一个16位精度的音频数据流通过抽样得到一个8位精度的数据流）